# Lithophane niveocosta
Lithophane niveocosta là một loài bướm đêm trong họ Noctuidae.